# Ulearum donburnsii
Ulearum donburnsii là một loài thực vật có hoa trong họ Ráy (Araceae). Loài này được Croat & Feuerst. miêu tả khoa học đầu tiên năm 2002 publ. 2003.